# 神森出雲
神森 出雲（こうのもり いずも）は、戦国時代の武将。本山氏の家臣。土佐国神森城主。姓は鴻森・高森・河野森とも。

## 人物
永禄4年（1561年）、長宗我部元親の部将、福留儀重・中島親吉の攻撃により水路を断たれて苦しんだが、白米を水と見せかけ、これで馬を洗う様子を寄手に見せて屈しなかったという逸話が残っている。
9月23日、間道から上ってきた敵のため火をかけられて自刃した。死後怨霊の祟りにより、盆踊りの夜、山上に怪火があがるという伝説がある。